# Овсовидка мозолистая
Овсовидка мозолистая (лат. Schizachne callosa) — вид травянистых растений рода Овсовидка (Schizachne) семейства Злаки (Poaceae).

## Ботаническое описание

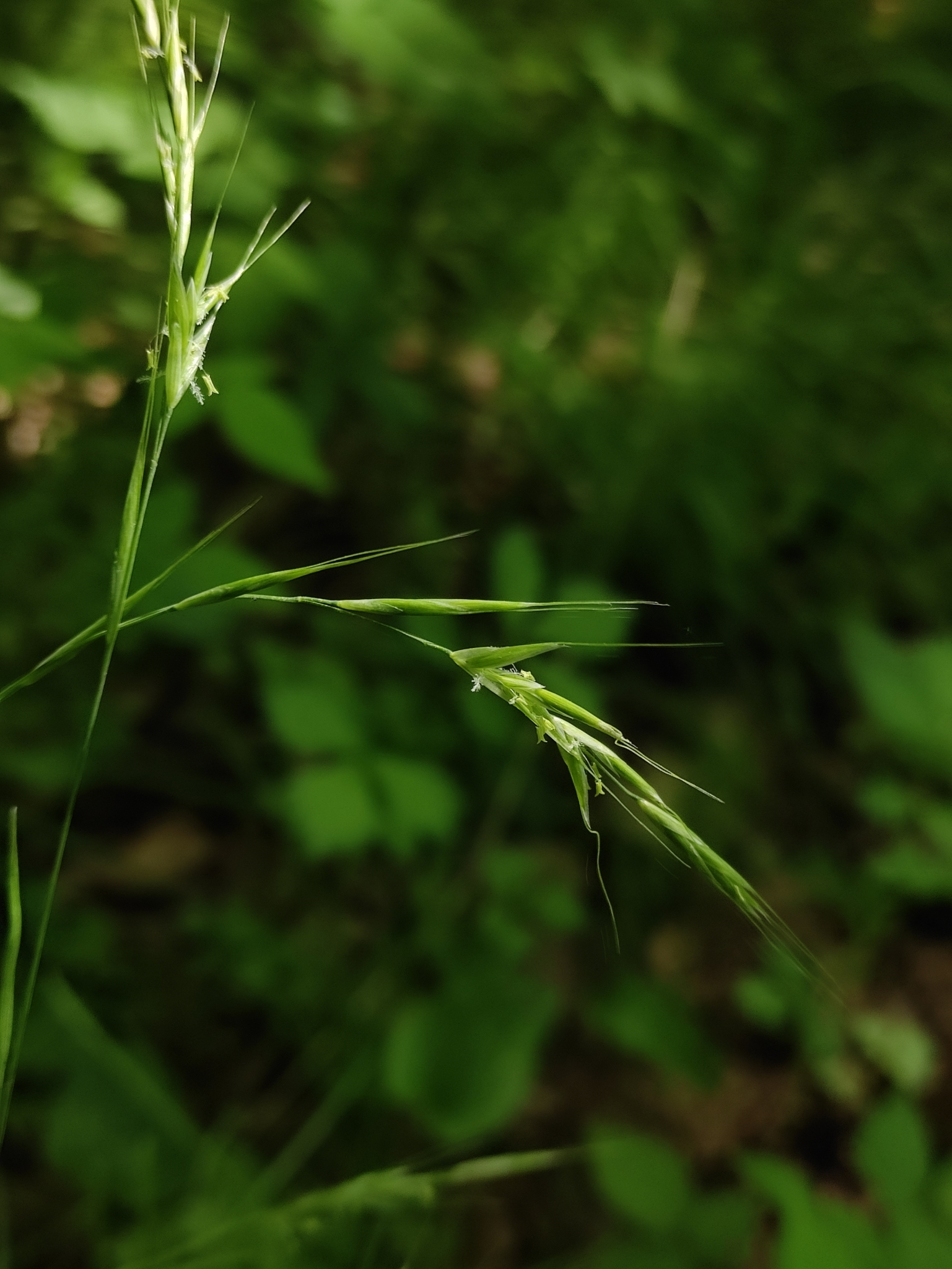
Соцветия

Многолетние травянистые растения. Корневище укороченное, тонкое и восходящее, с многочисленными тонкими корневыми мочками. Стебли в значительном числе скученные в дерновинку, тонкие и слабые, прямостоячие, 40—60 см высотой и ⅓—1¼ мм толщиной, ребристые, в верхней части шероховатые от очень мелких шипиков. Листья ярко-зелёные, нежесткие, плоские или отчасти вдоль свёрнутые, по краям шероховатые, на нижней стороне голые, а на верхней с редкими тонкими волосками, 1—4 мм шириной. Влагалища цельные или лишь на самой верхушке немного расколотые, слегка шероховатые. Язычок короткий и тупой, у верхних листьев 1—1,5 мм длиной.
Соцветие — узкая почти односторонняя и кистевидная малоколосковая метёлка, 4,5—10 см длиной и 0,5—1 см шириной, ветви её шероховатые, прижатые к общей оси и отходящие от неё по 1—2 вместе. Колоски линейно-ланцетовидные, 10—13 мм длиной, 3—4-, реже 5-цветковые. Членики колосковой оси голые, цветоножки же, косо от них отчленяющиеся (каллус), усажены прямыми жестковатыми волосками, имеющими 1—1,5 мм длины. Колосковые чешуйки перепончатые, с лиловым оттенком, продолговато-эллиптические или широко-ланцетовидные, коротко-заострённые или туповатые, на спинке с выдающейся срединной жилкой и оттого как бы несколько килевидные; верхняя 5,5—6,5 мм длиной, с 5 жилками, на ⅕—⅓ своей длины превышает нижнюю 1—3-жилковую. Наружная прицветная чешуйка длиннее колосковых, 6,5—9 мм длиной, с 7 жилками, эллиптически-ланцетовидная, на кончике с 2 короткими зубчиками, по краям беловато плёнчатая, в остальной части зеленоватая, реже с слабым лиловым оттенком; ость прямая и при основании не скрученная, в 1½ раза длиннее чешуйки, реже почти равна или вдвое её длиннее, выходит из верхней части чешуйки на ⅕—¼ длины её от верхушки. Внутренняя прицветная чешуйка на ⅓—¼ короче наружной, по килям коротко-ресничатая. Зрелая зерновка бурая, глянцевитая, около 3,5 мм длиной. 2n=20.

## Распространение и экология
Евразия. Обитает в хвойных — елово-пихтово-кедровых, сосновых и смешанных с берёзой, лесах.

## Синонимы
- Avena callosa Turcz. ex Griseb. (1852)basionym — Овёс прямоостный
- Melica callosa (Turcz. ex Griseb.) Ohwi (1931)
- Schizachne fauriei Hack. (1909)
- Schizachne purpurascens subsp. callosa (Turcz. ex Griseb.) T.Koyama & Kawano (1964)
- Schizachne purpurascens var. callosa (Turcz. ex Griseb.) Kitag. (1979)